# Robert Amy
Robert Amy (geboren am 1. Februar 1904 in Paris; gestorben am 18. März 1986 in Orange) war ein französischer Architekt, Bauforscher und Klassischer Archäologe.
Als junger Architekt mit staatlichem Diplom (Diplômé par le gouvernement) schloss er sich 1931 der archäologischen Mission Frankreichs in Palmyra an. Dort traf er auf Henri Seyrig, „Directeur général des Antiquités de Syrie et du Liban“ in Beirut, dem er fortan in tiefer Freundschaft verbunden war. In Palmyra erwartete Amy die größte Herausforderung seiner gesamten Karriere: Die Freilegung und Restaurierung des Baalheiligtums sowie Bauaufnahme und wissenschaftliche Bearbeitung des zugehörigen Tempels. Von 1935 bis 1945 widmete sich Amy dieser Aufgabe, deren Ergebnis er 1968 mit dem Tafelband, 1975 mit dem Textband Temple de Bêl à Palmyre vorlegte. Doch war er in dieser Zeit auch in andere Projekte involviert: Der Restaurierung des monumentalen Ehrenbogens in Palmyra, den Untersuchungen des Grabturms des Elahbel und des Hypogäums des Iarhai, die er zusammen mit Henri Seyrig durchführte. Als Architekt des Hohen Kommissars war er zudem mit Arbeiten zu christlichen Kirchen in Syrien, islamischen Monumenten in Aleppo und Bauwerken aller Epochen in Syrien und dem Libanon betraut. Sein eigenstes Interesse galt aber der römischen Architektur, insbesondere dem römischen Tempelbau. Ausgehend von der Untersuchung des Tempels im südsyrischen Dmeir dehnte er seine Forschungen auf zwanzig weitere römische Tempel Südsyriens, des Libanons und Transjordaniens aus; die Ergebnisse dieser Forschungen veröffentlichte er 1950.
Nach dem Ende des Zweiten Weltkriegs kehrte Robert Amy nach Frankreich zurück und ließ sich als Architekt in Orange nieder. Als 1958 die Büros für antike Architektur am Centre national de la recherche scientifique eingerichtet wurden, kehrte er in offizieller Position zur Bauforschung zurück, zunächst als Maître, dann als Forschungsdirektor. Die Stelle ermöglichte ihm, an den Forschungen zu den wichtigsten römischen Monumenten Frankreichs Anteil zu nehmen. So verfertigte er die Bauaufnahmen des Bogens von Orange, des Mausoleums der Julier in Glanum, des Bogens von Glanum – allesamt Beiträge von erheblicher wissenschaftlicher Bedeutung. Hinzu kamen maßgebliche Arbeiten etwa zur Porte Noire in Besançon oder zum römischen Turm von Vesunna, dem heutigen Périgueux. Zusammen mit Pierre Gros publizierte er die zweibändige Monographie zur Maison Carrée in Nîmes, einem der besterhaltenen Tempel des Römischen Reiches. Aus dieser Zusammenarbeit entstand ein Werk, das laut Burkhardt Wesenberg in seiner damaligen Rezension die „Kenntnis der Maison Carrée auf eine neue Grundlage“ stellte und „einen bedeutenden Beitrag zur Erforschung der römischen Baudekoration“ leistete.

## Publikationen (Auswahl)
- mit Henri Seyrig, Ernest Will: Le Temple de Bêl à Palmyre. P. Geuthner, Paris 1968–1975.
- mit Paul-Marie Duval, Jules Formigé, Jean-Jacques Hatt, Gilbert Charles-Picard, André Piganiol: L’Arc d’Orange (= Gallia. Supplementband 15). Centre national de la recherche scientifique, Paris 1962.
- mit Pierre Gros: La maison carrée de Nîmes (= Gallia. Supplementum 38). 2 Bände (Text und Tafeln). Edition du Centre national de la recherche scientifique, Paris 1979, ISBN 2-222-02296-7.